# جامعة دي سانت بونيفاس

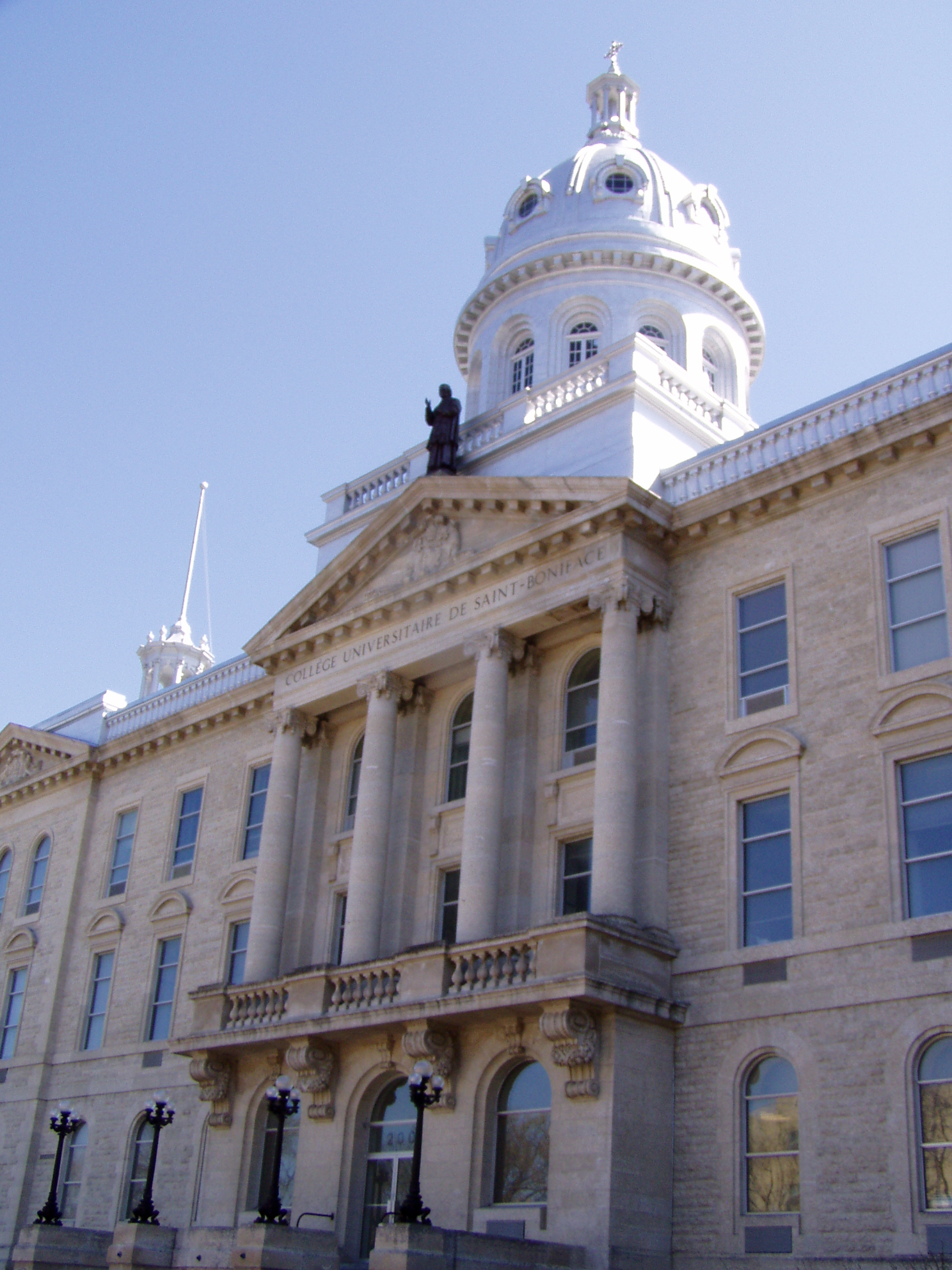

جامعة دي سانت بونيفاس هي جامعة خاصة في كندا، تأسست عام 1818. تقع في مدينة وينيبيغ.